# Villosa

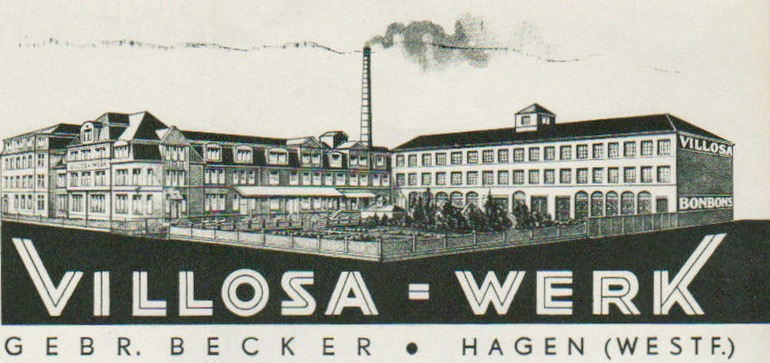
Villosa-Werk um 1930 (Werbung)

Villosa ist ein Hersteller von Süßwaren, der seit dem Jahr 2000 zur Katjes Fassin GmbH & Co. KG gehört. Der 1896 in Hagen gegründete Produzent von Hustenbonbons ist unter anderem als der Hersteller von Hustelinchen, Knusper-Münzen, Sallos und Villosamintjes bekannt geworden.

## Firmengeschichte
Die Zuckerwarenfabrik Gebr. Becker wurde am 1. Oktober 1896 durch die Brüder August und Wilhelm Becker aus Brake in Hagen-Eckesey gegründet. Wilhelm Becker, ein gelernter Bäcker, und der Kaufmann August Becker übernahmen 1896 die Gerätschaften einer Zuckerbäckerei und richteten eine kleine Fabrikation in einem Wohnhaus in Hagen-Eckesey ein. Die Herstellung von einfachen Bonbons wurde von den Brüdern Becker und drei Angestellten begonnen. Der Vertrieb der Waren wurde von August Becker organisiert.
Als erstes Produkt stellte die Firma ein rotes Bonbon mit einer Füllung aus Hagebuttenmarmelade her. Es bekam, abgeleitet von dem botanischen Namen der Apfel-Rose (Rosa villosa), die die essbaren Hagebutten ausbildet, den Markennamen Villosa.
Bereits im Jahr 1900 reichten die Produktionskapazitäten nicht mehr aus, und die Fabrikation wurde in eine Manufaktur nach Hagen-Boelerheide verlegt. Die Anlagen wurden modernisiert, die Belegschaft und der Kundenkreis vergrößert. Ab 1903 führte die Firma – angelehnt an das Hauptprodukt der Firma – den Zusatz im Firmennamen Villosa-Werk Gebr. Becker ein. Im gleichen Jahr starb nach einer Krankheit Firmenmitinhaber Wilhelm Becker. Seine Witwe entschied sich, ihre Firmenanteile auszahlen zu lassen, was die Firma vorübergehend in wirtschaftliche Schwierigkeiten brachte. Im Jahr 1907 erfolgte ein erneuter Umzug der Fabrikationsanlagen in eine neu errichtete Fabrik in Hagen-Eckesey, Schillerstraße 20.
Im Ersten Weltkrieg wurde zunächst die 1913 begonnene Betriebserweiterung noch fertiggestellt, jedoch konnte die Produktion aufgrund von Rohstoffmangel – insbesondere an Zucker – nicht aufrechterhalten werden. Da neben vielen Fabrikarbeitern auch der Firmeninhaber an die Front eingezogen wurde, leitete seine Frau Selma Becker vorübergehend die Geschäfte. Ersatzweise wurde aufgrund des Zuckermangels Puddingpulver hergestellt.
August Becker wurde 1917 von der Stadt Hagen von der Front zurückberufen, um eine große Charge Marmelade aus Steckrüben vor dem Verderben zu retten. Danach übernahm er zur Bewältigung der Lebensmittelknappheit bis 1921 die ehrenamtliche Leitung des Lebensmittelamtes in Hagen, wobei er bei der Leitung seiner eigenen Firma auch weiterhin auf seine Frau und seine langjährigen Mitarbeiter angewiesen war.

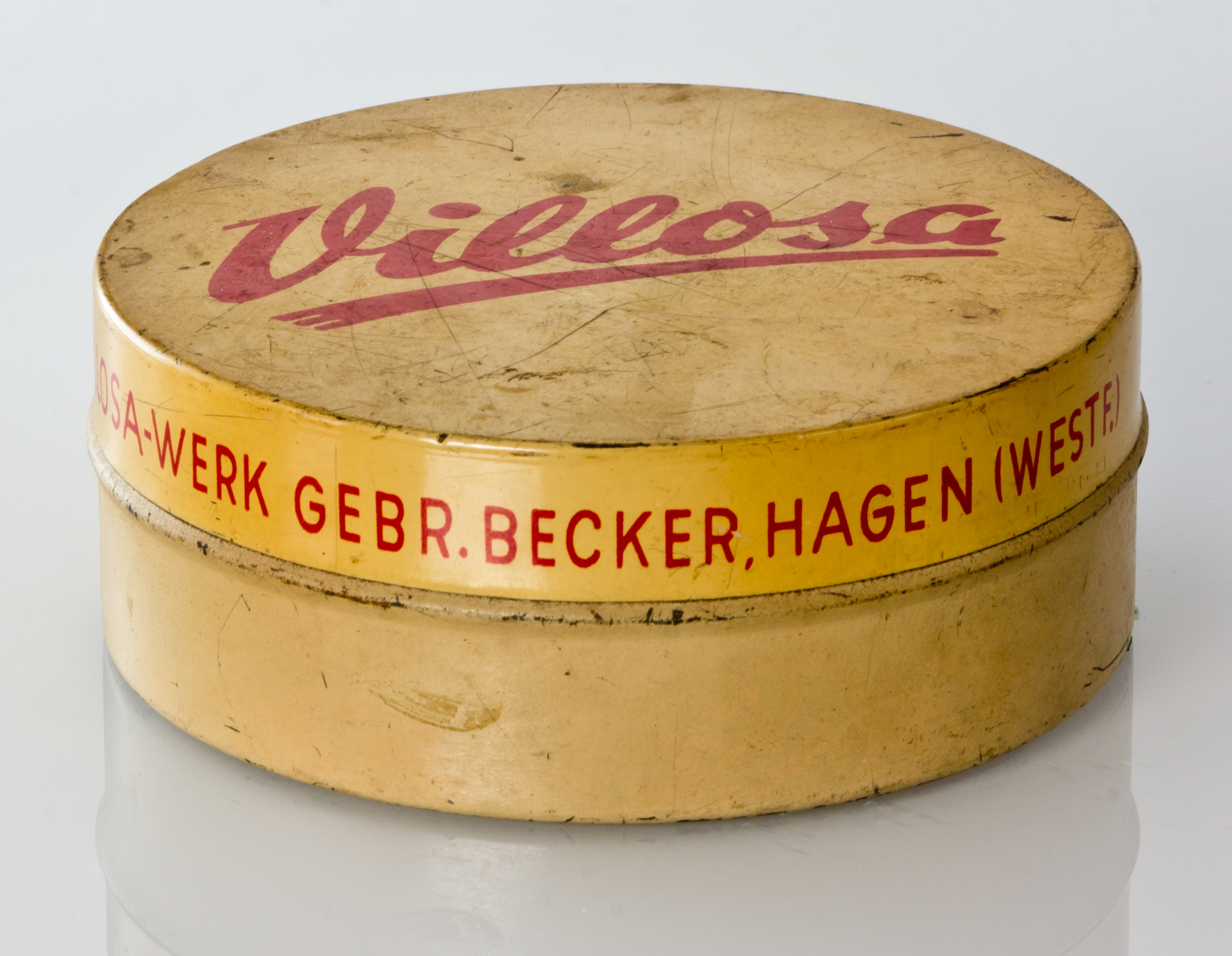
Villosa-Dose, um 1930

Nach Überwindung der Inflationszeit begann August Becker mit der Modernisierung der Produktionsanlagen. Im Jahr 1925 erfolgte die Markteinführung des Hustenbonbons Hustelinchen. Während des Zweiten Weltkrieges musste die Süßwarenproduktion mehrfach eingestellt und auf Ersatzprodukte – wie Kunsthonig oder später Schalter aus Bakelit – umgestellt werden. Zwischen 1939 und 1945 waren die Villosa-Werke, Gebr. Becker, eines der Unternehmen in Hagen, das ausländische Arbeitskräfte und Zwangsarbeiter beschäftigte. Am 28. Februar 1945 wurden das Villosa-Werk, die Produktionsanlagen und die Lagerbestände an Rohstoffen durch einen Bombenangriff und die nachfolgenden Brände nahezu vollständig zerstört. Auch die nach Thüringen ausgelagerten Maschinen gingen im Krieg verloren.
Nach dem Kriegsende wurden das Werk und die beschädigten Maschinen zunächst unter Leitung von August Becker notdürftig wieder instand gesetzt. Neben dem Wiederaufbau seiner Firma widmete sich August Becker auch dem Aufbau der Südwestfälischen Industrie- und Handelskammer, der Kaufmannsschule der Handelskammer und des Fachverbandes der Süßwarenindustrie, in deren Leitungsgremien er lange Zeit tätig war.
Nach dem Ende der Rationierung der Lebensmittel konnte die Süßwarenproduktion wieder in großem Umfang aufgenommen werden. Die beiden Söhne Kurt und Ernst-August Becker, die während ihrer Ausbildung auch die Süßwarenproduktion in der Schweiz, in Frankreich, Finnland, England und Amerika studiert hatten, wurden 1948 als Teilhaber in die Geschäftsleitung eingebunden. Im Jahr 1950 konnte die Produktion in einem neu errichteten Gebäudeteil weiter ausgebaut werden. In der Folgezeit wurden viele Produktionsschritte automatisiert und die bestehenden Maschinen durch neue Produktions- und vollautomatische Verpackungseinheiten ergänzt.
In den 1970er Jahren wurden in dem Unternehmen täglich 7 Millionen Bonbons hergestellt. Haupterzeugnisse in dieser Zeit waren die Marken Hustelinchen und Knuspermünzen. Anfang der 1970er Jahre entwickelte Villosa die Joghets, die ersten Joghurt-Bonbons für den deutschen Markt.
Auch in den 1980er Jahren wurde der Hauptumsatz des Unternehmens mit Bonbons der Marke Hustelinchen erzielt.
Ende der 1990er Jahre wurde der Produktionsstandort in Hagen aufgegeben und auf dem ehemaligen Werksgelände ein Wohnpark (Villosa-Karee) errichtet sowie ein Sozialkaufhaus der gemeinnützigen Werkhof GmbH eingerichtet.
Am 16. Februar 2000 wurde die Marke Villosa von der Firma Katjes Fassin GmbH übernommen und die Villosa Vertriebsges. mbH in Emmerich am Rhein gegründet. Die bekannten Villosa-Marken Sallos und Hustelinchen wurden auch nach der Markenübernahme in verschiedenen Geschmacksvarianten weiter produziert. Die Produktion der Bonbons Hustelinchen und die Lakritz-Bonbons der Sallos-Produktreihe erfolgt seit 2006 in der gläsernen Katjes-Fabrik in Potsdam.

## Produkte (Auswahl)
Die Produktionspalette wurde ständig erweitert und umfasste in den 1950er Jahren bis zu 150 verschiedene Produkte. Zu den bekanntesten Marken der Firma zählten:

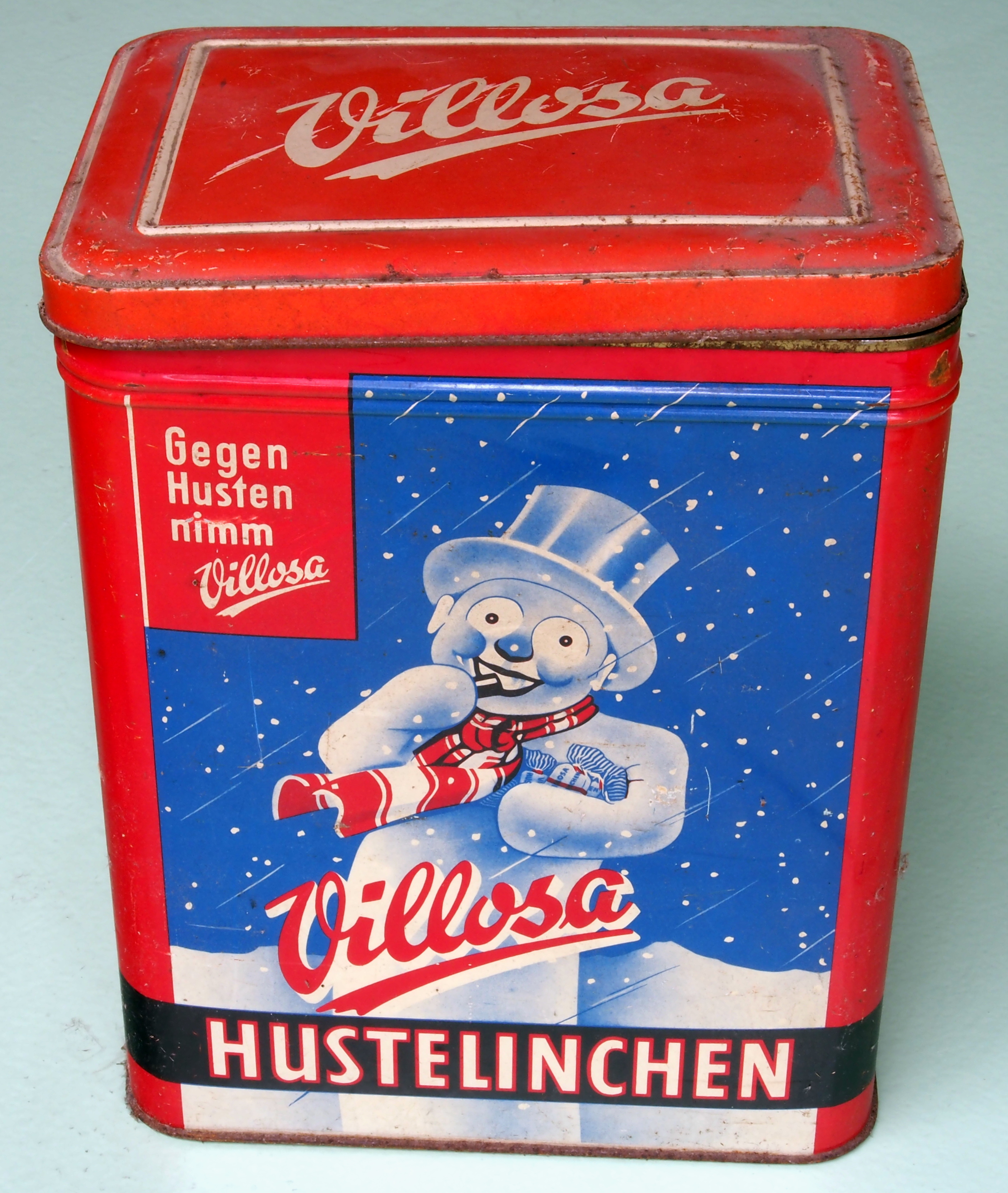
Villosa Hustelinchen Vorratsdose

- Hustelinchen (eingetragen als Patent 1981)
- Sallos (eingetragen als Patent 1985)
- Joghets (eingetragen als Patent 2010)
- Villosamintjes (eintragen als Patent 1931, Patent erloschen 2002)
- Villosa Bayrisches Block Malz (Patent gelöscht 1981)
- Villosa Brust Malz Zucker
- Knusper-Münzen (1973 bis 2001 hergestellt)
- Euka-Hustol
- Eukamellen (eingetragen als Patent 1986)
- Knöterich-Pastillen
- Extra stark Erotol (1983 bis 1994)
- Villosa Capry-Früchte (vitaminisierte Drops, 1959 eingeführt)
- Villosa Citronen
- Villosa Ananas
- Villosa Anis Fenchel
- Villosa Gelee-Früchte
- Villosa Schokominta
- Villosa Toffee
- Villosa Sahne Karamellen